# Avasara Police 100
Avasara Police 100 er en indisk film fra 1990 af K. Bhagyaraj.

## Medvirkende
- M. G. Ramachandran som Raju
- K. Bhagyaraj som Ramu og Veerasamy Naidu
- Latha som Chitra
- Pandari Bai som Raju
- Gautami som Anitha
- Silk Smitha som Chinnappapa
- Sangeetha som Seetha